# Abadía de Port du Salut
La abadía de Port du Salut (en francés: Abbaye de Notre-Dame Port du Salut) es una abadía Trapense del siglo XIX situada en la comuna de Entrammes en el departamento francés de Mayenne.

## Historia
Fue fundada en 1815 como abadía trapense, mas el sitio ya existía en el siglo XIII, donde estaba una pequeña capilla hecha construir para la familia de Mathefelon, señores de Entrammes.
La abadía recibió la aprobación del papa Pio VII el 10 de diciembre de 1816 y su primer abad fue Bernard de Girmont.

### Nombres de la Abadía
- Medietaria de Portu Raingaldis, 1233;[1]
- Portus Raingardis, 1242;[2]
- Fratres de Portu Rinjardis, 1298;[3]
- Le moulin du Port Renjart, 1446;[4]
- Prior de Portu Ranjardi, 1467;[5]
- Le Port Raingeard, 1545;[6]
- Le Port Rengeard, 1563;[7]
- Le Port Reingeard, prieuré bénédictin (sic), moulin, bacs;[8] prieuré, moulin[9]
- Port du Salut, después de 1815

## Galería de imágenes

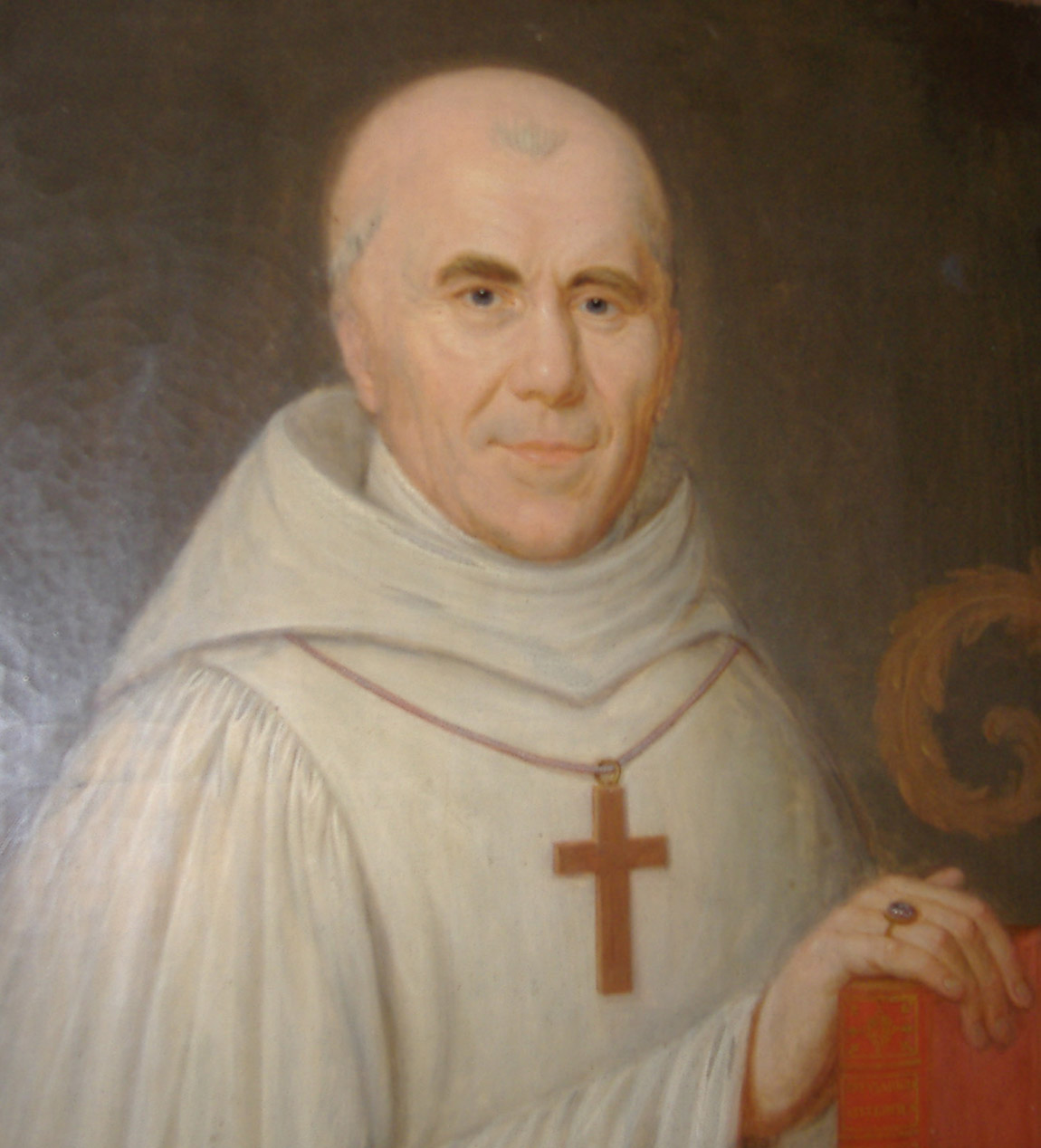
Dom Bernard de Girmont, primero abad de Port du Salut
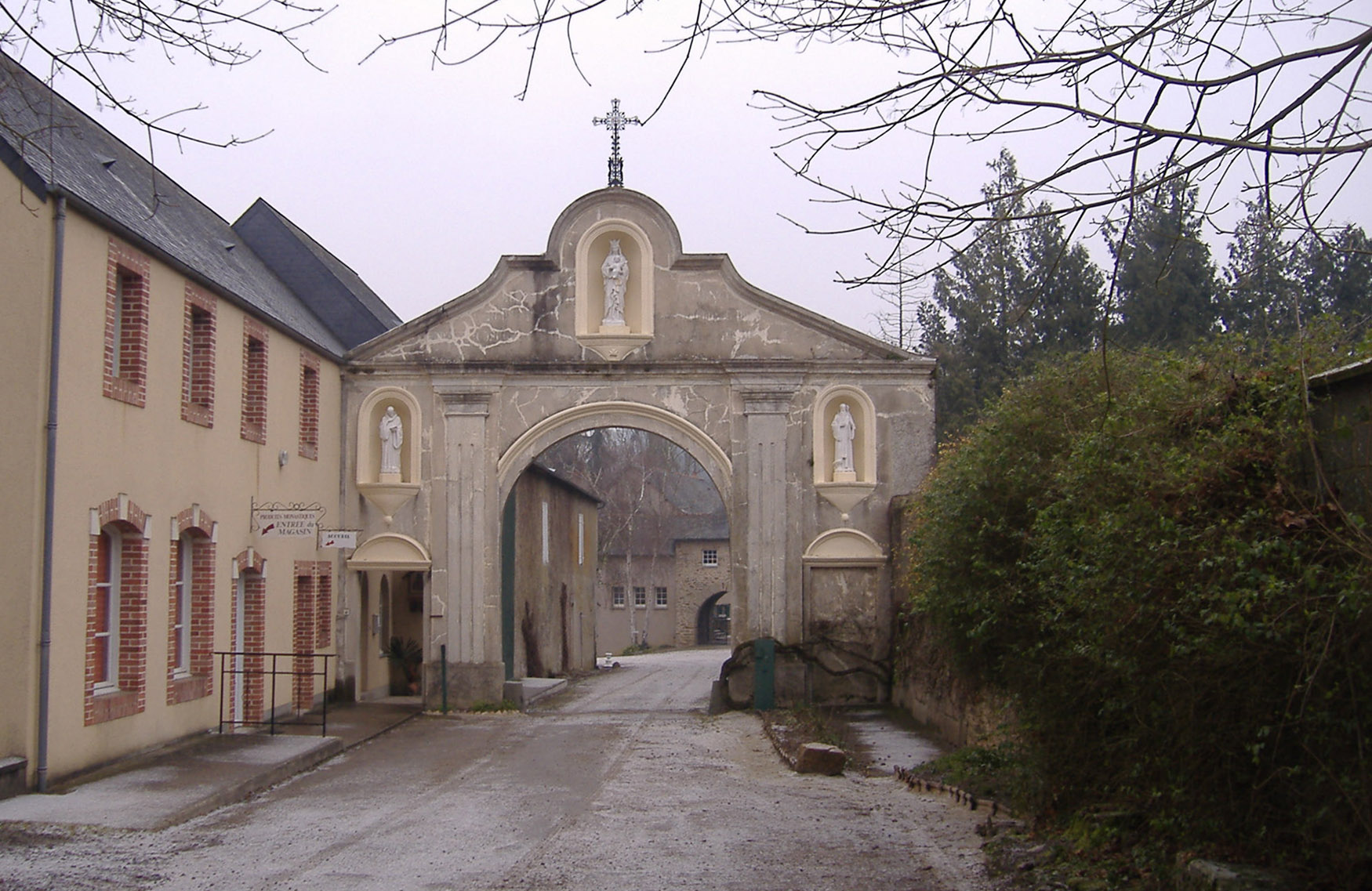
La entrada de la Abadía